# غابرييلا مونتيرو
غابرييلا مونتيرو (بالإسبانية: Gabriela Montero؛ بالإنجليزية: Gabriela Montero) هي عازفة بيانو وملحنة أمريكية وفنزويلية، ولدت في 10 مايو 1970 في كاراكاس في فنزويلا.

## مقدمة
جابرييلا مونتيرو (و. 10 مايو 1970) في كراكاس فنزويلا، هو عازفة بيانو كلاسيكية من فنزويلا عرفت بشكل خاص لابتكارها في العزف.

## أول حفلاتها
قدمت مونتيرو أول حفل رسيتال بيانو في سن الخامسة وقدمت كونشترو البيانو في مقام ري الكبير لجوزيف هايدن بمصاحبة أوركسترا سيمون بوليفار للشباب في فنزويلا بعد ثلاثة أعوام. منحتها حكومة فنزويلا بعد ذلك منحة دراسية لدراسة الموسيقى في الولايات المتحدة. وواصلت المزيد من التدريب في الأكاديمية الملكية للموسيقى في لندن.

## بداية شهرتها
عرفت مونتيرو لحفلات الرسيتال الصولو التي تضمنت - بالإضافة للمقطوعات المعروفة في برنامج حفلات البيانو الكلاسيكية - ارتجالات تعتمد على ألحان يطلبها الجمهور. أدخلت مونتيرو الارتجال في عروضها بتشجيع عازفة البيانو الأرجنتينية مارثا أرجريتش. الممارسة - رغم أنها نادرة في الحفلات الكلاسيكية الحديثة - كانت شائعة في العصور الأولى، وشخصيات أمثال يوهان سباستيان باخ وفولفجانج أماديوس موتسارت ولودفيج فان بيتهوفن لاقوا الاحتفاء بسبب قدرتهم على الارتجال.

## بداية مشوارها الفني
وكانت مونتيرو جزء من رباعي وتري قدم عمل «آريا» لجون وليامز وعمله «هدايا بسيطة» عند تنصيب الرئيسي الأمريكي باراك أوباما في عام 2009. كما كتبت عمل "ExPatria " في عام 2011، وهو قصيد سيمفوني للبيانو والأوركسترا عن الفساد العنف في فنزويلا. تشجيعًا لها، منحت منظمة العفو الدولية مونتيرو لقب قنصل شرفي في عام 2015، وبعد ثلاثة أعوام «أكاديمية بيتهوفن» في بون بألمانيا قدمت لها جائزة بيتهوفن الدولية، التي تعترف بالموسيقيين لموسيقاهم وتكون إهداء لحقوق الإنسان.

## ألبوماتها
كما سجلت عددًا من الألبومات، بما في ذلك ألبوم «باخ وما بعده» عام 2006، و«الباروك» عام 2007، و«سولاتينو» 2010، الذي كان مكرسًا لأعمال مؤلفين من أمريكا اللاتينية. صدر ألبومها في عام 2015، حيث قدمت عمل ExPatria وكونشرتو البيانو لسيرجي رخمانينوف رقم 2، ونالت عنهما جائزة جرامي اللاتينية لأفضل ألبوم كلاسيكي. أصدرت تسجيلًا لأول عمل كامل من تأليفها، وهو «كونشرتو البيانو رقaم 1 اللاتيني» في عام 2019 كانت مونتيرو فنانة مقيمة مع «أوركسترا بورنماوث السيمفوني» بإنجلترا من أعوام (2019-2020) وبدأت الإقامة في بازل بسويسرا و«أوركسترا إذاعة براج السيمفوني» في عام 2021.

## وصلات خارجية
- الموقع الرسمي
- غابرييلا مونتيرو على موقع IMDb (الإنجليزية)
- غابرييلا مونتيرو على موقع الموسوعة البريطانية (الإنجليزية)
- غابرييلا مونتيرو على موقع مونزينجر (الألمانية)
- غابرييلا مونتيرو على موقع ميوزك برينز (الإنجليزية)
- غابرييلا مونتيرو على موقع ديسكوغز (الإنجليزية)